# Condition de chaîne dénombrable
Pour les articles homonymes, voir Conditions de chaîne.
En mathématiques, la condition de chaîne dénombrable est une notion concernant les ensembles ordonnés.

## Définition
Dans un ensemble ordonné E, on appelle antichaîne forte (en) tout ensemble d'éléments de E deux à deux incompatibles, ou encore, toute partie de E dont aucune paire n'est minorée. C'est donc une partie A telle que
{\displaystyle \forall x,y\in A\quad \forall z\in E\quad \left[(z\leq x{\text{ et }}z\leq y)\Rightarrow x=y\right].}
On dit que E vérifie la condition de chaîne dénombrable lorsque toute antichaîne forte de E est au plus dénombrable.
En toute logique, on devrait dire « condition d'antichaîne dénombrable » pour éviter une certaine confusion avec de véritables notions[réf. nécessaire] de chaînes comme noethérien ou artinien mais, comme souvent, on préfère garder[réf. nécessaire] l'appellation historique.
On peut généraliser. Pour un cardinal κ donné, on dit que E vérifie la κ-condition de chaîne lorsque toute antichaîne forte de E est de cardinal strictement inférieur à κ. Ainsi, la condition de chaîne dénombrable correspond à la ℵ₁-condition de chaîne.

## Espaces topologiques
On dit qu'un espace topologique E vérifie la condition de chaîne dénombrable lorsque l'ensemble de ses ouverts non vides, ordonné par l'inclusion, vérifie la condition de chaîne dénombrable comme défini ci-dessus. Cela revient à dire que toute famille d'ouverts non vides de E deux à deux disjoints est au plus dénombrable. On dit alors que sa cellularité est au plus dénombrable.
Par exemple, la cellularité d'un espace discret est égale à son cardinal.
Si un espace est séparable alors il vérifie la condition de chaîne dénombrable.
La réciproque est vraie pour un espace métrisable mais fausse en général : par exemple {0, 1}κ, comme tout produit d'espaces séparables, vérifie la condition de chaîne dénombrable mais il n'est séparable que si κ ≤ ℭ.